# HMS Taurus (P339)
Le HMS Taurus (numéro de coque ou Pennant number: P339) est un sous-marin de la troisième série d'unités de la classe T, construit pour la Royal Navy pendant la Seconde Guerre mondiale.

## Construction
Construit par le chantier naval Vickers-Armstrongs de Barrow-in-Furness en Angleterre, le HMS Taurus a été mis sur cale le 30 septembre 1941. Il a été lancé le 27 juin 1942 et a été achevé et mis en service le 3 novembre 1942.

## Conception
Cette classe, commencée en 1934, a été contrainte de respecter les termes de Traité naval de Londres de 1930, limitant la flotte sous-marine britannique à 52 700 tonnes (Long ton) avec un maximum de 2 000 par unité. Son artillerie ne devait pas dépasser le 130 mm (5,1 pouces).

À cause de la crise financière, la conception d'un modèle autour des 1 100 tonnes fut imaginée pour répondre à une capacité d'être moins détecté par sonar et aussi de pouvoir naviguer avec une grosse autonomie (environ 15 000 km).

La conception finale fut un armement d'un seul canon de pont de 102 mm mais de dix tubes lance-torpilles en tir avant (dont 6 tubes internes en étrave et 4 tubes externes en proue et milieu de coque).
Le Groupe 3 bénéficia de l'accroissement de sa capacité de carburant à 230 tonnes, permettant un rayon d'action de 20 000 km. À cause de l'austérité économique en temps de guerre, des économies furent faites sur la construction. La soudure des éléments de coque remplace progressivement le rivetage, l'acier remplace la tuyauterie en cuivre, des éléments non nécessaires sont supprimés. Leur plus grande légèreté leur permet d'atteindre une profondeur de plongée de plus de 100 m.

## Histoire

### En tant que HMSTaurus
Il a servi en mer Méditerranée et dans l'Extrême-Orient pacifique pendant la Seconde Guerre mondiale. Pendant son service en Méditerranée, il a coulé le petit marchand français Clairette, le marchand espagnol Bartolo, le marchand italien Derna, le remorqueur français Ghrib et deux barges, le Portugais Santa Irene, le petit pétrolier italien Alcione C., le voilier italien Luigi, vingt-huit voiliers grecs et le petit navire grec Romano. Il a également endommagé deux autres voiliers et le marchand grec Konstantinos Louloudis. C'est au cours de cette période, au large des côtes grecques, qu'il a eu la particularité d'engager une unité de cavalerie bulgare tout en bombardant un petit port.
Il a été transféré en Extrême-Orient pour opérer contre les Japonais, où il a coulé le sous-marin japonais I-34, deux remorqueurs japonais et une barge, ainsi que le navire de sauvetage japonais Hokuan I-Go. Il a également posé un certain nombre de mines, qui ont endommagé le sous-marin japonais I-37 et coulé le navire de transport japonais Kasumi Maru.
Ayant survécu à la guerre, le Taurus a été transféré en prêt pour une durée de cinq ans à la Marine royale néerlandaise le 4 juin 1948 et mis en service le même jour. Il a été rebaptisé HNLMS Dolfijn (terminologie internationale ou Hr.Ms. Dolfijn - terminologie néerlandaise.

### En tant que HNLMSDolfijn
Le Dolfijn a eu une carrière relativement tranquille, effectuant un certain nombre de croisières. En 1949 et 1950, le Dolfijn a testé intensivement le schnorchel. Au cours d'un voyage à Bjornoya, Jan Mayen et Tromsø, le Dolfijn a navigué sous schnorchel près de 450 heures en une seule étape.
Il est mis hors service dans la Marine royale néerlandaise le 7 novembre 1953 et transféré à nouveau dans la Royal Navy.

### En tant que HMSTaurusà nouveau
Le Dolfijn a été réengagé dans la Royal Navy le 8 décembre 1953 et son nom est revenu au HMS Taurus original. Il a servi pendant sept ans avant d'être vendue pour être démantelée en avril 1960.

## Commandants
Royal Navy
- Lieutenant Commander (Lt.Cdr.) Mervyn Robert George Wingfield (RN) de septembre 1942 au 4 septembre 1944.
- Lieutenant (Lt.) Peter Edward Newstead (RN) du 4 septembre 1944 au 11 novembre 1946.